# Liste der Baudenkmäler in Altusried
Auf dieser Seite sind die Baudenkmäler in dem schwäbischen Markt Altusried zusammengestellt. Diese Tabelle ist eine Teilliste der Liste der Baudenkmäler in Bayern. Grundlage ist die Bayerische Denkmalliste, die auf Basis des Bayerischen Denkmalschutzgesetzes vom 1. Oktober 1973 erstmals erstellt wurde und seither durch das Bayerische Landesamt für Denkmalpflege geführt wird. Die folgenden Angaben ersetzen nicht die rechtsverbindliche Auskunft der Denkmalschutzbehörde.
 Die Liste gibt den Fortschreibungsstand vom 2. Februar 2018 wieder und umfasst 65 Baudenkmäler.

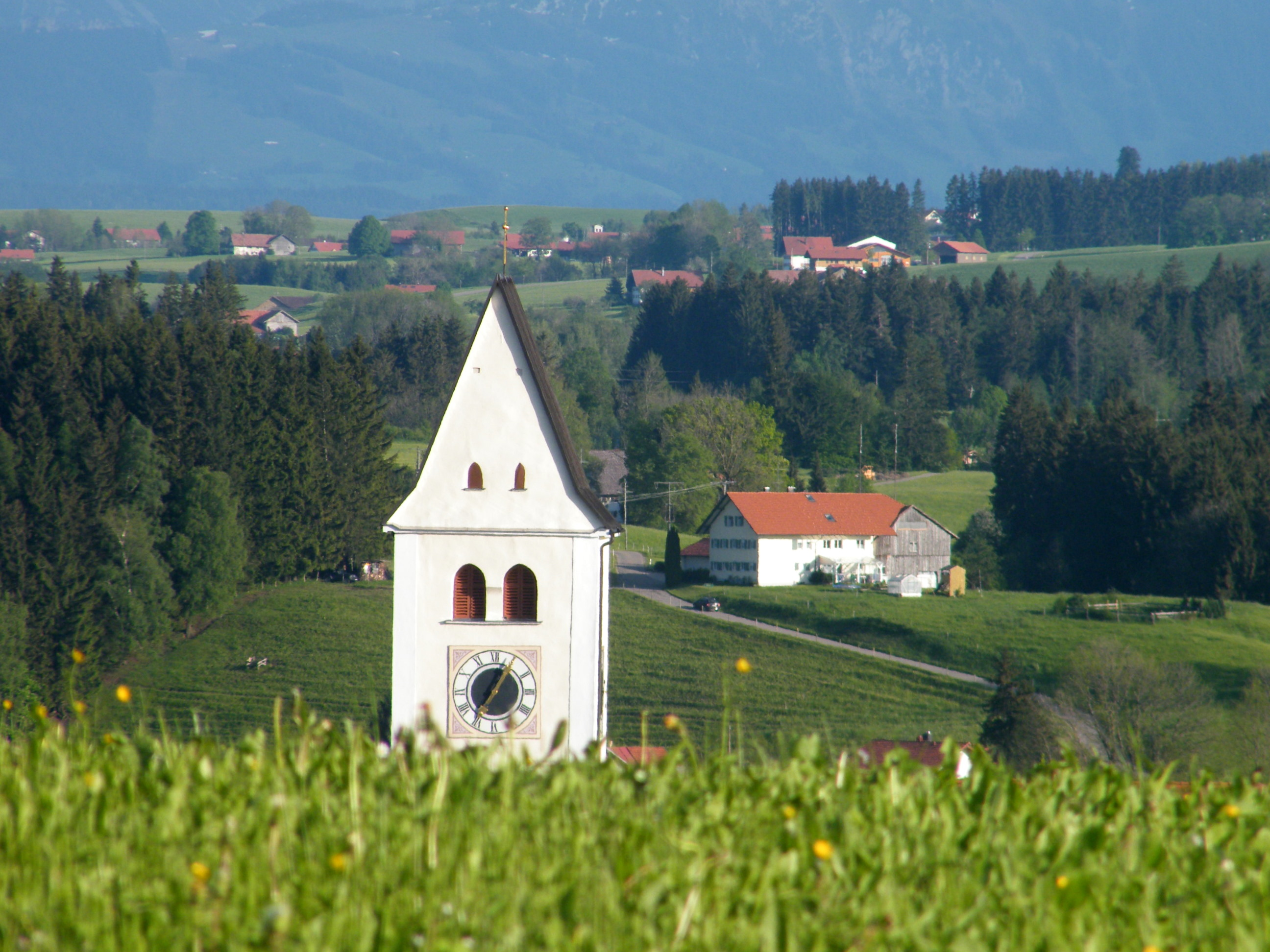
Altusried im Allgäu

## Baudenkmäler nach Ortsteilen

### Altusried
| Lage                                           | Objekt                                                                                               | Beschreibung | Akten-Nr.              | Bild                                                                   |
| ---------------------------------------------- | --- | --- | ---------------------- | ---------------------------------------------------------------------- |
| Hauptstraße 18, 20 (Standort)                  | Gasthaus zum Bären                                                                                   | Zweigeschossiger Traufseitbau mit Steilsatteldach, um 1800, Bemalung modern. | D-7-80-112-3 Wikidata  | Gasthaus zum Bären                                                     |
| Hauptstraße 24 (Standort)                      | Gasthaus Rössle                                                                                      | Zweigeschossiger Walmdachbau mit Ladeluke und Kranbalken, 18. Jahrhundert. | D-7-80-112-4 Wikidata  | weitere Bilder                                                         |
| Nähe Im Tal, am Westrand von Stampf (Standort) | Kapellenbildstock                                                                                    | Nischenbau mit stichbogiger Öffnung, erste Hälfte 19. Jahrhundert; mit Ausstattung. | D-7-80-112-22 Wikidata | Kapellenbildstock                                                      |
| Kemptener Straße 30 (Standort)                 | Kapellenbildstock                                                                                    | Neugotischer Nischenbau, wohl Ende 19. Jahrhundert/Anfang 20. Jahrhundert; mit Ausstattung. | D-7-80-112-6 Wikidata  | Kapellenbildstock                                                      |
| Kemptener Straße 38 (Standort)                 | Ehemalige katholische Kapelle St. Sebastian und Sylvester, seit 1959 evangelische Kapelle St. Magnus | Rechteckbau mit dreiseitigem Schluss und Dachreiter, 1692, vergrößert 1828; mit Ausstattung. | D-7-80-112-7 Wikidata  | weitere Bilder                                                         |
| Kirchstraße 4 (Standort)                       | Katholische Pfarrkirche St. Blasius und Alexander                                                    | Dreischiffige Hallenkirche mit nördlichem Satteldachturm und östlichem Sakristeianbau, im Kern 15. Jahrhundert, nach Beschädigung Wiederaufbau durch Georg Schöneberg 1670–81, Sakristei 1857; mit Ausstattung. | D-7-80-112-2           | weitere Bilder                                                         |
| Poststraße 10 (Standort)                       | Ehemaliges Bauernhaus, jetzt Vereinsheim und Dorfmuseum "Glögglerhaus"                               | Zweigeschossiger, verputzter Ständerbau mit Flachsatteldach und Hakenschopf, im Kern 1682 (dendrochronologisch datiert); 1990–91 von Illerstraße 14 hierher versetzt.                                           | D-7-80-112-5 Wikidata  | Ehemaliges Bauernhaus, jetzt Vereinsheim und Dorfmuseum "Glögglerhaus" |

### Albrechten
| Lage                                        | Objekt    | Beschreibung                                                          | Akten-Nr.             | Bild      |
| ------------------------------------------- | --------- | --------------------------------------------------------------------- | --------------------- | --------- |
| In Albrechten, bei Haus Nummer 1 (Standort) | Bildstock | Rechteckbau mit Segmentbogennische, 19. Jahrhundert; mit Ausstattung. | D-7-80-112-8 Wikidata | Bildstock |

### Bergs
| Lage                | Objekt                                 | Beschreibung                                                 | Akten-Nr.             | Bild                                   |
| ------------------- | -------------------------------------- | ------------------------------------------------------------ | --------------------- | -------------------------------------- |
| In Bergs (Standort) | Katholische Kapelle St. Peter und Paul | Rechteckbau mit profiliertem Ortgang, 1898; mit Ausstattung. | D-7-80-112-9 Wikidata | Katholische Kapelle St. Peter und Paul |

### Binzen
| Lage                 | Objekt                | Beschreibung | Akten-Nr.              | Bild                  |
| -------------------- | --------------------- | --- | ---------------------- | --------------------- |
| Binzen 10 (Standort) | Ehemaliges Bauernhaus | Zweigeschossiger Mitterstallbau mit Hakenschopf, leicht erhöhtem Flachsatteldach und reich verziertem Fachwerkobergeschoss mit Fresken, bezeichnet mit „1755“. | D-7-80-112-10 Wikidata | Ehemaliges Bauernhaus |

### Bischlagers
| Lage                                                       | Objekt    | Beschreibung                                                                | Akten-Nr.              | Bild      |
| ---------------------------------------------------------- | --------- | --------------------------------------------------------------------------- | ---------------------- | --------- |
| Bischlagers 1, an der Straße Legau–Kimratshofen (Standort) | Bildstock | Nischenbau mit korbbogiger Öffnung und Dreiecksgiebel, 18./19. Jahrhundert. | D-7-80-112-11 Wikidata | Bildstock |

### Brittlings
| Lage                                                 | Objekt    | Beschreibung                                         | Akten-Nr.              | Bild      |
| ---------------------------------------------------- | --------- | ---------------------------------------------------- | ---------------------- | --------- |
| Brittlings 1, an der Straße nach Hohenrad (Standort) | Bildstock | Nischenbau mit rundbogiger Öffnung, 19. Jahrhundert. | D-7-80-112-12 Wikidata | Bildstock |

### Burg
| Lage              | Objekt  | Beschreibung                                                                | Akten-Nr.              | Bild    |
| ----------------- | ------- | --------------------------------------------------------------------------- | ---------------------- | ------- |
| Burg 7 (Standort) | Kapelle | Rechteckbau mit dreiseitigem Schluss, 18./19. Jahrhundert; mit Ausstattung. | D-7-80-112-14 Wikidata | Kapelle |

### Depsried
| Lage                  | Objekt                                | Beschreibung                                                                | Akten-Nr.              | Bild           |
| --------------------- | ------------------------------------- | --------------------------------------------------------------------------- | ---------------------- | -------------- |
| Depsried 7 (Standort) | Katholische Kapelle Mariä Heimsuchung | Rechteckbau mit dreiseitigem Schluss und Dachreiter, 1704; mit Ausstattung. | D-7-80-112-15 Wikidata | weitere Bilder |

### Dezion
| Lage                 | Objekt                         | Beschreibung                                                    | Akten-Nr.              | Bild                           |
| -------------------- | ------------------------------ | --------------------------------------------------------------- | ---------------------- | ------------------------------ |
| In Dezion (Standort) | Katholische Kapelle St. Magnus | Rechteckbau, 18. Jahrhundert, verlängert 1954; mit Ausstattung. | D-7-80-112-16 Wikidata | Katholische Kapelle St. Magnus |

### Diesenbach
| Lage                    | Objekt                          | Beschreibung                                                                                       | Akten-Nr.              | Bild           |
| ----------------------- | ------------------------------- | -------------------------------------------------------------------------------------------------- | ---------------------- | -------------- |
| Diesenbach 4 (Standort) | Katholische Kapelle St. Michael | Saalbau mit eingezogenem Chor und Dachreiter mit Zwiebelhaube, 1952; mit historischer Ausstattung. | D-7-80-112-17 Wikidata | weitere Bilder |

### Eggarts
| Lage                 | Objekt                          | Beschreibung                                                 | Akten-Nr.              | Bild                            |
| -------------------- | ------------------------------- | ------------------------------------------------------------ | ---------------------- | ------------------------------- |
| Eggarts 1 (Standort) | Katholische Kapelle St. Michael | Rechteckbau mit dreiseitigem Schluss, 1717; mit Ausstattung. | D-7-80-112-18 Wikidata | Katholische Kapelle St. Michael |

### Frauenzell
| Lage                     | Objekt                                    | Beschreibung | Akten-Nr.              | Bild                  |
| ------------------------ | ----------------------------------------- | --- | ---------------------- | --------------------- |
| Dorfstraße 13 (Standort) | Ehemaliges Mesnerhaus                     | Zweigeschossiger Satteldachbau mit verschindeltem Wohnteil mit Klebdächern, frühes 19. Jahrhundert. | D-7-80-112-74 Wikidata | Ehemaliges Mesnerhaus |
| Hupoldweg 4 (Standort)   | Katholische Pfarrkirche Mariä Himmelfahrt | Saalbau mit eingezogenem Chor und nördlichem Turm mit Spitzhelm, Chor im Kern spätgotisch, Neubau von Frater Christoph Gessinger 1709/10, Turm 1874, Umgestaltung der Westfassade und Vorzeichen 1920/21; mit Ausstattung. | D-7-80-112-19 Wikidata | weitere Bilder        |

### Frühstetten
| Lage                                        | Objekt                           | Beschreibung                                                                           | Akten-Nr.              | Bild           |
| ------------------------------------------- | -------------------------------- | -------------------------------------------------------------------------------------- | ---------------------- | -------------- |
| Flur Frühstetten, bei Haus Nr. 3 (Standort) | Katholische Kapelle St. Leonhard | Rechteckbau mit dreiseitigem Schluss und Dachreiter, 18. Jahrhundert; mit Ausstattung. | D-7-80-112-20 Wikidata | weitere Bilder |

### Gansmühle
| Lage                      | Objekt                             | Beschreibung                                                                         | Akten-Nr.              | Bild                               |
| ------------------------- | ---------------------------------- | ------------------------------------------------------------------------------------ | ---------------------- | ---------------------------------- |
| Flur Gansmühle (Standort) | Katholische Dreifaltigkeitskapelle | Rechteckbau mit dreiseitigem Schluss, erste Hälfte 19. Jahrhundert; mit Ausstattung. | D-7-80-112-21 Wikidata | Katholische Dreifaltigkeitskapelle |

### Geisemers
| Lage                                   | Objekt       | Beschreibung                                              | Akten-Nr.              | Bild         |
| -------------------------------------- | ------------ | --------------------------------------------------------- | ---------------------- | ------------ |
| Geisemers 2, bei Haus Nr. 3 (Standort) | Muttergottes | 18. Jahrhundert, in gemauertem Nischenbildstock von 1938. | D-7-80-112-23 Wikidata | Muttergottes |

### Gschnaidt
| Lage                      | Objekt                              | Beschreibung | Akten-Nr.              | Bild                                |
| ------------------------- | ----------------------------------- | --- | ---------------------- | ----------------------------------- |
| Gschnaidt 4 (Standort)    | Wallfahrtskapelle                   | Neugotischer Saalbau mit dreiseitigem Schluss und Dachreiter, 1856; mit Ausstattung.                                     | D-7-80-112-26 Wikidata | weitere Bilder                      |
| Gschnaidt 4, 5 (Standort) | Kalvarienberg mit Kreuzwegstationen | Neugotisch, um 1856. | D-7-80-112-27 Wikidata | Kalvarienberg mit Kreuzwegstationen |
| Gschnaidt 5 (Standort)    | Alte Wallfahrtskapelle              | Rechteckbau mit dreiseitigem Schluss, Ecklisenen und profiliertem Traufgesims, von J. A. Daibler, 1848; mit Ausstattung. | D-7-80-112-25 Wikidata | weitere Bilder                      |

### Hiemen
| Lage                   | Objekt        | Beschreibung                                                        | Akten-Nr.     | Bild          |
| ---------------------- | ------------- | ------------------------------------------------------------------- | ------------- | ------------- |
| Flur Hiemen (Standort) | Marienkapelle | Rechteckbau mit Dachreiter, Mitte 19. Jahrhundert; mit Ausstattung. | D-7-80-112-28 | Marienkapelle |

### Hohentann
| Lage                                                                | Objekt      | Beschreibung | Akten-Nr.              | Bild           |
| ------------------------------------------------------------------- | ----------- | ------------ | ---------------------- | -------------- |
| Hohentann 1, auf dem Platz der ehemaligen Burg Hohentann (Standort) | Gedenkstein |              | D-7-80-112-30 Wikidata | weitere Bilder |

### Holzmühle
| Lage                   | Objekt          | Beschreibung | Akten-Nr.              | Bild            |
| ---------------------- | --------------- | --- | ---------------------- | --------------- |
| Holzmühle 1 (Standort) | Ehemalige Mühle | Zweigeschossiger Satteldachbau mit verschaltem Giebel und Fachwerk im Obergeschoss, um 1738 (dendrochronologisch datiert), im 19. Jahrhundert verändert. | D-7-80-112-31 Wikidata | Ehemalige Mühle |

### Hörgers
| Lage                 | Objekt                 | Beschreibung                        | Akten-Nr.              | Bild                   |
| -------------------- | ---------------------- | ----------------------------------- | ---------------------- | ---------------------- |
| Hörgers 4 (Standort) | Dreifaltigkeitskapelle | Rechteckbau, 1713; mit Ausstattung. | D-7-80-112-29 Wikidata | Dreifaltigkeitskapelle |

### Isel
| Lage              | Objekt    | Beschreibung                   | Akten-Nr.     | Bild |
| ----------------- | --------- | ------------------------------ | ------------- | ---- |
| Isel 9 (Standort) | Hausfigur | Kruzifix, 17./18. Jahrhundert. | D-7-80-112-32 | BW   |

### Kalden
| Lage              | Objekt               | Beschreibung                                                    | Akten-Nr.              | Bild           |
| ----------------- | -------------------- | --------------------------------------------------------------- | ---------------------- | -------------- |
| Kalden (Standort) | Burgruine Neu-Kalden | Turm und Mauerreste, Rollstein- und Ziegelmauerwerk, nach 1515. | D-7-80-112-33 Wikidata | weitere Bilder |

### Kimratshofen
| Lage                                                  | Objekt               | Beschreibung                                                       | Akten-Nr.              | Bild                 |
| ----------------------------------------------------- | -------------------- | ------------------------------------------------------------------ | ---------------------- | -------------------- |
| Am Kirchberg 2 (Standort)                             | Gasthof zur Post     | Zweigeschossiger Bau mit Steilsatteldach, im Kern 18. Jahrhundert. | D-7-80-112-35 Wikidata | Gasthof zur Post     |
| Auf der Egge, an der Straße nach Altusried (Standort) | Heiliger Franz Xaver | Sandsteinfigur, 1795.                                              | D-7-80-112-37 Wikidata | Heiliger Franz Xaver |
| In Kimratshofen (Standort)                            | Pestkapelle          | Fachwerkbau mit Walmdach, zweite Hälfte 18. Jahrhundert.           | D-7-80-112-36 Wikidata | Pestkapelle          |

### Kochs
| Lage               | Objekt     | Beschreibung | Akten-Nr.     | Bild       |
| ------------------ | ---------- | --- | ------------- | ---------- |
| Kochs 2 (Standort) | Bauernhaus | Zweigeschossiger Mitterstallbau mit Flachsatteldach und Hakenschopf, Ständerbau mit Flugpfette, 18. Jahrhundert. | D-7-80-112-73 | Bauernhaus |

### Krugzell
| Lage                                                          | Objekt                              | Beschreibung | Akten-Nr.              | Bild              |
| ------------------------------------------------------------- | ----------------------------------- | --- | ---------------------- | ----------------- |
| Nähe Am Steinebühl, nördlich an der Illerbrücke (Standort)    | Wegkapelle                          | Neugotischer Ziegelbau mit spitzbogiger Öffnung, um 1900.                                                                                                 | D-7-80-112-39 Wikidata | weitere Bilder    |
| Ortsstraße, an der Wegkreuzung Memmingen–Leutkirch (Standort) | Heilige Hildegard                   | Sandsteinfigur, 1767, auf profiliertem Sockel. | D-7-80-112-40 Wikidata | Heilige Hildegard |
| Ortsstraße (nahe der Riedheimstraße) (Standort)               | Sühnekreuz                          | Tuffstein, 15./16. Jahrhundert. | D-7-80-112-41 Wikidata | Sühnekreuz        |
| Ortsstraße 1 (Standort)                                       | Katholische Pfarrkirche St. Michael | Saalbau mit eingezogenem Chor und westlichem Satteldachturm, Turm 1446, Langhaus und Chor zweite Hälfte 15. Jahrhundert, Ausbau 1839–44; mit Ausstattung. | D-7-80-112-38 Wikidata | weitere Bilder    |

### Manzen
| Lage                                                              | Objekt                         | Beschreibung | Akten-Nr.              | Bild                           |
| ----------------------------------------------------------------- | ------------------------------ | --- | ---------------------- | ------------------------------ |
| Flur Manzen, an der Straßenkreuzung südlich von Manzen (Standort) | Historische Ausstattungsstücke | In moderner Kapelle von 1958.                                                                                                 | D-7-80-112-43 Wikidata | Historische Ausstattungsstücke |
| Manzen 1 (Standort)                                               | Bauernhaus                     | Zweigeschossiger Satteldachbau mit dreigeschossigem Fachwerkgiebel, Wirtschaftsteil verändert, zweite Hälfte 18. Jahrhundert. | D-7-80-112-44 Wikidata | Bauernhaus                     |

### Moos
| Lage                                   | Objekt     | Beschreibung | Akten-Nr.              | Bild       |
| -------------------------------------- | ---------- | --- | ---------------------- | ---------- |
| Äußere Leutkircher Straße 6 (Standort) | Bauernhaus | Zweigeschossiger Mitterstallbau mit Flachsatteldach und Hakenschopf, Ständerbau mit Flugpfette, 18. Jahrhundert. | D-7-80-112-75 Wikidata | Bauernhaus |

### Muthmannshofen
| Lage                                               | Objekt                                                          | Beschreibung | Akten-Nr.              | Bild                                                            |
| -------------------------------------------------- | --------------------------------------------------------------- | --- | ---------------------- | --------------------------------------------------------------- |
| Alte Burgstraße 2 (Standort)                       | Katholische Pfarrkirche St. Mauritius                           | Saalbau mit eingezogenem Chor und nördlichem Turm, im Kern wohl spätgotisch, um 1710 umgebaut, Turmerhöhung um 1890, Verlängerung des Langhauses 1907/13; mit Ausstattung. | D-7-80-112-45 Wikidata | weitere Bilder                                                  |
| Nähe Ritterstraße (Standort)                       | Katholische Kapelle mit Kerkerchristus, sogenannte Jesuskapelle | Rechteckbau mit dreiseitigem Schluss, erste Hälfte 19. Jahrhundert; mit Ausstattung, 1997 von der anderen Straßenseite an den jetzigen Standort versetzt.                  | D-7-80-112-47 Wikidata | Katholische Kapelle mit Kerkerchristus, sogenannte Jesuskapelle |
| Weiheräcker, südlich von Muthmannshofen (Standort) | Wegkapelle St. Anna selbdritt                                   | Rechteckbau mit Walmdach und Ecklisenen, 19. Jahrhundert, modern erneuert; mit Ausstattung.                                                                                | D-7-80-112-46          | weitere Bilder                                                  |

### Oberhofen
| Lage                    | Objekt                             | Beschreibung | Akten-Nr.              | Bild             |
| ----------------------- | ---------------------------------- | --- | ---------------------- | ---------------- |
| Oberhofen 2 (Standort)  | Katholische Pfarrkirche St. Agatha | Saalbau mit eingezogenem Chor und nördlichem Turm mit Spitzhelm, neugotisch, Turmunterbau spätmittelalterlich, Neubau von Peter Klein, 1886–89 unter Einbeziehung des spätmittelalterlichen Turmuntergeschosses; mit Ausstattung. | D-7-80-112-76 Wikidata | weitere Bilder   |
| Oberhofen 3 (Standort)  | Ehemalige Schule                   | Zweigeschossiger Satteldachbau, im Kern 18. Jahrhundert, im 19. Jahrhundert verändert. | D-7-80-112-1 Wikidata  | Ehemalige Schule |
| Oberhofen 36 (Standort) | Kleinhaus                          | Zweigeschossiger Satteldachbau mit steilem Fachwerkgiebel und leicht vorkragendem Obergeschoss, zweite Hälfte 18. Jahrhundert. | D-7-80-112-48 Wikidata | Kleinhaus        |

### Ösch
| Lage              | Objekt                            | Beschreibung | Akten-Nr.              | Bild                              |
| ----------------- | --------------------------------- | --- | ---------------------- | --------------------------------- |
| Ösch 1 (Standort) | Katholische Kapelle St. Sebastian | Rechteckbau, zweite Hälfte 18. Jahrhundert; mit Ausstattung. | D-7-80-112-50 Wikidata | Katholische Kapelle St. Sebastian |
| Ösch 1 (Standort) | Ehemaliges Bauernhaus             | Zweigeschossiger Mitterstallbau mit Flachsatteldach, Haken- und Längsschopf, verschaltem Vordach und Fachwerkobergeschoss, Wirtschaftsteil verändert, zweite Hälfte 18. Jahrhundert. | D-7-80-112-49 Wikidata | Ehemaliges Bauernhaus             |

### Ottenstall
| Lage                    | Objekt              | Beschreibung                                                                                       | Akten-Nr.              | Bild                |
| ----------------------- | ------------------- | -------------------------------------------------------------------------------------------------- | ---------------------- | ------------------- |
| Ottenstall 7 (Standort) | Ehemalige Mahlmühle | Zweigeschossiger Satteldachbau mit verputztem Fachwerkobergeschoss, zweite Hälfte 18. Jahrhundert. | D-7-80-112-51 Wikidata | Ehemalige Mahlmühle |

### Schöneberg
| Lage                         | Objekt                    | Beschreibung                   | Akten-Nr.     | Bild |
| ---------------------------- | ------------------------- | ------------------------------ | ------------- | ---- |
| Schöneberg 2 a, 2 (Standort) | Kruzifix mit arma Christi | Korpus spätes 18. Jahrhundert. | D-7-80-112-53 | BW   |

### Schreiers
| Lage                   | Objekt  | Beschreibung                                                                                      | Akten-Nr.              | Bild    |
| ---------------------- | ------- | ------------------------------------------------------------------------------------------------- | ---------------------- | ------- |
| Schreiers 3 (Standort) | Kapelle | Rechteckbau mit dreiseitigem Schluss und Dachreiter, wohl Mitte 19. Jahrhundert; mit Ausstattung. | D-7-80-112-54 Wikidata | Kapelle |

### Schreiloch
| Lage                    | Objekt    | Beschreibung                                      | Akten-Nr.              | Bild      |
| ----------------------- | --------- | ------------------------------------------------- | ---------------------- | --------- |
| Schreiloch 4 (Standort) | Bildstock | Pfeiler mit Bogennischen, spätes 17. Jahrhundert. | D-7-80-112-55 Wikidata | Bildstock |

### Singers
| Lage                 | Objekt     | Beschreibung | Akten-Nr.              | Bild       |
| -------------------- | ---------- | --- | ---------------------- | ---------- |
| Singers 1 (Standort) | Bauernhaus | Zweigeschossiger Bau mit Frackdach, Fachwerkobergeschoss und -giebel, Wirtschaftsteil verändert, bezeichnet mit „1787“. | D-7-80-112-58 Wikidata | Bauernhaus |

### Staubers
| Lage                  | Objekt                                                | Beschreibung | Akten-Nr.              | Bild                                                  |
| --------------------- | ----------------------------------------------------- | --- | ---------------------- | ----------------------------------------------------- |
| Staubers 4 (Standort) | Wohnteil eines Bauernhauses, ehemaliger Mittertennbau | Zweigeschossiger Bau mit abgeschlepptem Flachsatteldach und Fachwerkobergeschoss, im Kern Mitte 18. Jahrhundert, innen stark verändert. | D-7-80-112-59 Wikidata | Wohnteil eines Bauernhauses, ehemaliger Mittertennbau |

### Völken
| Lage                | Objekt     | Beschreibung                                                                                          | Akten-Nr.              | Bild       |
| ------------------- | ---------- | --- | ---------------------- | ---------- |
| Völken 2 (Standort) | Bauernhaus | Zweigeschossiger, verputzter Fachwerkbau mit Satteldach und seitlichem Fresko, bezeichnet mit „1795“. | D-7-80-112-63 Wikidata | Bauernhaus |

### Walkenberg
| Lage                     | Objekt                      | Beschreibung | Akten-Nr.              | Bild                        |
| ------------------------ | --------------------------- | --- | ---------------------- | --------------------------- |
| Walkenberg 3 (Standort)  | Bauernhaus                  | Zweigeschossiger Mitterstallbau, verputzter Ständerbau mit Flachsatteldach und Flugpfette, Stube massiv gemauert, 18. Jahrhundert, Wirtschaftsteil verändert. | D-7-80-112-71 Wikidata | Bauernhaus                  |
| Walkenberg 12 (Standort) | Wohnteil eines Bauernhauses | Zweigeschossiger, teils verbretterter Ständerbau mit Satteldach und massiv gemauerter Stube, 18. Jahrhundert, Dach 19. Jahrhundert.                           | D-7-80-112-72 Wikidata | Wohnteil eines Bauernhauses |

### Walzlings
| Lage                   | Objekt                         | Beschreibung | Akten-Nr.              | Bild                           |
| ---------------------- | ------------------------------ | --- | ---------------------- | ------------------------------ |
| Walzlings 5 (Standort) | Katholische Kapelle St. Martin | Rechteckbau mit eingezogenem Polygonalschluss und Dachreiter mit Zwiebelhaube, 1930; mit historischer Ausstattung.                       | D-7-80-112-65 Wikidata | Katholische Kapelle St. Martin |
| Walzlings 8 (Standort) | Bauernhaus                     | Zweigeschossiger Bau mit Flachsatteldach, Kniestock, Fachwerkobergeschoss und -giebel, Wirtschaftsteil verändert, Mitte 18. Jahrhundert. | D-7-80-112-66 Wikidata | Bauernhaus                     |

### Wäschers
| Lage                  | Objekt    | Beschreibung                                                      | Akten-Nr.              | Bild      |
| --------------------- | --------- | ----------------------------------------------------------------- | ---------------------- | --------- |
| Wäschers 3 (Standort) | Bildstock | Nischenbau mit zwei stichbogigen Öffnungen, Ende 18. Jahrhundert. | D-7-80-112-64 Wikidata | Bildstock |

### Weihers
| Lage                                                | Objekt                                 | Beschreibung                                                               | Akten-Nr.              | Bild                                   |
| --------------------------------------------------- | -------------------------------------- | -------------------------------------------------------------------------- | ---------------------- | -------------------------------------- |
| In Weihers, an der Straße nach Altusried (Standort) | Bildstock                              | Nischenbau mit zwei Öffnungen, wohl Ende 18. Jahrhundert; mit Ausstattung. | D-7-80-112-67 Wikidata | Bildstock                              |
| Weihers 3 (Standort)                                | Katholische Kapelle St. Judas Thaddäus | Verschindelter Holzbau mit dreiseitigem Schluss, 1921; mit Ausstattung.    | D-7-80-112-77 Wikidata | Katholische Kapelle St. Judas Thaddäus |

### Wetzleberg
| Lage                                          | Objekt  | Beschreibung                                                 | Akten-Nr.              | Bild    |
| --------------------------------------------- | ------- | ------------------------------------------------------------ | ---------------------- | ------- |
| Flur Wetzleberg, bei Haus Nummer 3 (Standort) | Kapelle | Rechteckbau mit dreiseitigem Schluss, 1772; mit Ausstattung. | D-7-80-112-69 Wikidata | Kapelle |